# Musica etnica
L'espressione musica etnica identifica tutti quei generi di musica che si collocano al di fuori dagli schemi "standard" della pop music o della musica classica occidentali utilizzando qualche tipo di componente etnico, cioè esplicitamente riconducibile a una determinata etnia, popolazione o cultura. 
Quindi possiamo dedurre che la musica etnica è una musica appartenente ad un determinato popolo.

## Descrizione

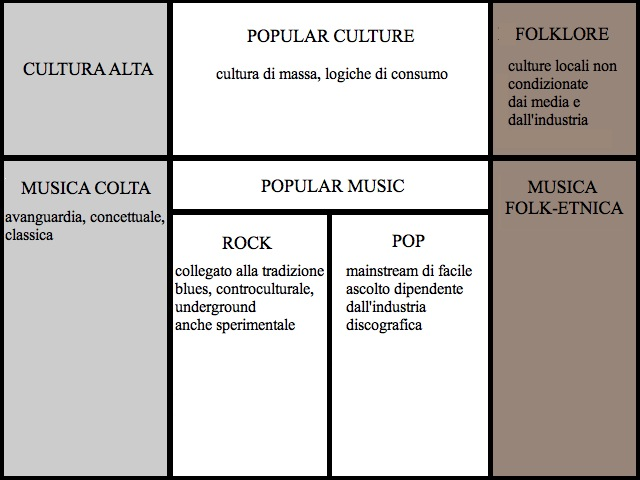
Schema riassuntivo della divisione dei generi musicali.

Nell'uso comune del termine c'è di solito un riferimento alle tradizioni (e agli strumenti) musicali del terzo mondo, in particolare Africa e Sudamerica, ma anche Australia (musica aborigena), Medio Oriente e così via.
Ci si può riferire sia alla musica popolare e musica tradizionale di tali paesi, sia alla pop music occidentale che presenta contaminazioni e influenze da tali tradizioni musicali (o viceversa). 
Evidentemente, i vari tipi di musica che ricadono in questa categoria non hanno nessun particolare elemento comune unificante da un punto di vista musicale, rifacendosi per l'appunto a una varietà di tradizioni musicali indipendenti. L'espressione musica etnica viene usata principalmente con intenti legati alla pura classificazione  (per esempio sugli scaffali dei negozi di dischi o delle biblioteche) o alla commercializzazione della musica.
Fra i diversi usi possibili del termine esistono sfumature di significato. La musica pop occidentale con contaminazioni o influenze etniche, come quella di Paul Simon (per esempio l'album Graceland del 1986) o di Peter Gabriel (almeno dal quarto album in avanti) viene spesso definita world music, termine che nasce nel contesto del business della musica pop. La musica pop può essere definita anche come musica di "consumo" perché passa subito di moda. Un artista italiano che può essere citato in questo senso è Jovanotti. Sotto la medesima dicitura vengono classificati, in modo simmetrico, quegli artisti africani, sudamericani e così via che sono stati "scoperti" dal "business" della musica pop e che in genere seguono un percorso musicale inverso, partendo dalle proprie tradizioni musicali e "sposandole" a schemi adatti a essere ben accolti dal pubblico europeo e americano (come Youssou N'Dour).
Data l'evoluzione dei sistemi di trasporto e di comunicazione anche solo rispetto all'inizio del XX secolo, non stupisce che le tradizioni occidentali vengano in contatto con quelle di altre culture, con reciproca influenza; in questo senso, è verosimile che il confine fra quella che viene chiamata pop music e la musica etnica diventi via via più sfuggente. I critici di questa tendenza osservano che essa potrebbe portare, sul lungo periodo, a una sostanziale "globalizzazione" della musica che coinciderebbe con un depauperamento delle tradizioni musicali dei popoli. Da questa preoccupazione nasce quindi, come contromisura, l'interesse per lo studio e la preservazione delle tradizioni musicali dei paesi del terzo mondo.
Un particolare esempio di una possibile fusione e commistione di generi è la musica etno-elettronica, che unisce e preserva aspetti della world music fondendoli con la musica elettronica.
Fra le etichette discografiche specializzate nella pubblicazione di musica etnica vi sono Luaka Bop di David Byrne, la celebre Real World Studios di Peter Gabriel, Deep Forest, Sacred Spirit, Agricantus, Rough Guides, Felmay, Folkways, Tropical Music, Malanova e Corepolis.